# Alma (miejscowość w hrabstwie Buffalo)
Alma – miasto w Stanach Zjednoczonych, w stanie Wisconsin, w hrabstwie Buffalo.